# براندون ويب (كاتب)
براندون ويب (بالإنجليزية: Brandon Tyler Webb)‏ هو جندي وكاتب وقناص أمريكي، ولد في 12 يونيو 1974 في فانكوفر في كندا.